# 1997年热带风暴安德烈斯
热带风暴安德烈斯 （英語：Tropical Storm Andres）是有纪录以来唯一一个曾吹袭萨尔瓦多的热带气旋，也是活跃程度较高的1997年太平洋飓风季形成的第一个获得命名的风暴。系统于6月1日在墨西哥近海成形，起初向海岸移动，再在转向气流的影响下转朝墨西哥和危地马拉逼近。从距海岸线不远处掠过后，安德烈斯再度转向东南并在此期间逐渐减弱。6月7日，气旋转向后袭击萨尔瓦多并逐渐消散。风暴在沿途大部分沿海地区产生降水，摧毁部分房屋并造成破坏。尼加拉瓜有两名渔夫因遭遇大浪失踪，萨尔瓦多另有4人遇难。

## 气象历史
受强烈的厄尔尼诺现象影响，1997年太平洋飓风季非常活跃，热带风暴安德烈斯就是在此期间形成的首场风暴。1997年5月的大部分时间里，太平洋东部上空都有强劲的西风带存在，令热带天气系统的发展受阻。但到了这个月底，东太平洋盆地最东部上空的风切变已经减少，令下层环流得以发展，系统可能源自过去两周经大西洋进入东太平洋的东风波。5月31日，环流上空有深层对流增长，促使气象机构开始采用德沃夏克分析法。美国国家飓风中心根据卫星图像估计系统于6月1日清晨在特万特佩克湾以南约555公里海域发展成第一号热带低气压。
安德烈斯存在期间组织结构一直较为混乱，归类为热带低气压后，其环流就已变得拉长。系统整体向西北方向移动，其中发展出另一个环流中心，并逐渐取代原有核心。6月2日中午时分，热带低气压升级成热带风暴并获名“安德烈斯”（Andres）。次日，转向气流迫使气旋向东北偏东方向前进，安德烈斯于6月4日达到最大持续风速每小时85公里的最高强度。绕过风暴向北延伸的低压槽令转向气流的指向变为东南，令安德烈斯沿中美洲海岸线平行移动，从美国国家飓风中心记载的所有东太平洋风暴来看，这样的移动路线可谓“前所未有”，该机构起初预测气旋会继续朝墨西哥和危地马拉前进。
安德烈斯转向东南，从距危地马拉海岸约55公里洋面经过，然后因受热带辐合带影响而开始减弱。对形变得飘忽不定，之后还转移到环流东南方向，风暴于6月6日降级成热带低气压。气旋转向北上，于6月7日从萨尔瓦多首都圣萨尔瓦多附近登陆，成为有纪录以来第一个登陆该国的热带气旋。下层环流在陆地上空迅速消散，但中层环流还是在中美洲各地上空持续存在。系统残留抵达西加勒比海后发展出新的下层环流，热带气旋预测模型一度预计墨西哥湾东部会发展出强烈风暴。但系统实际上一直杂乱无章，在古巴、佛罗里达州和巴哈马产生降水后，最终被墨西哥湾的弱低压槽吸收。

## 防灾措施和影响

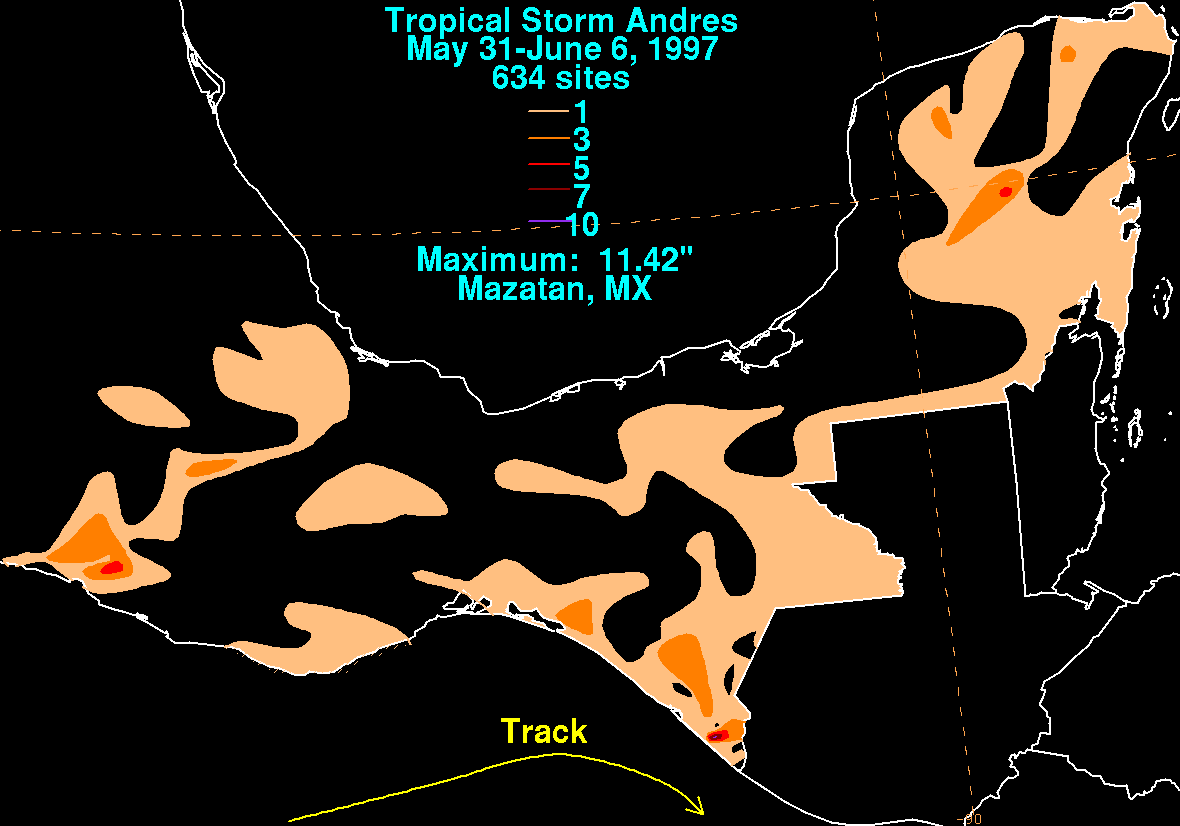
安德烈斯在墨西哥产生的降水分布

热带风暴安德烈斯首次转向东北时，墨西哥加莱拉角（Punta Galera）到该国与危地马拉边境之间地区收到热带风暴警告。危地马拉钱佩里科到该国同墨西哥边境之间地区之后也进入热带风暴警告生效状态。风暴转向东南后，上述警告均予中止。之后危地马拉和萨尔瓦多还曾短暂接获热带风暴观察预警，但很快便已取消。面对气旋威胁，墨西哥当局关闭南海岸沿线多个港口，建议小型船只多加小心。
安德烈斯存在期间，从格雷罗州、瓦哈卡州到恰帕斯州和尤卡坦半岛的墨西哥沿海地区持续降雨，该国降雨量最高的是恰帕斯州的马札坦（Mazatán），达290毫米。中美洲西部大范围地区出现暴雨，海上也波涛汹涌。萨尔瓦多和尼加拉瓜因风暴导致停电和交通事故，还有多条河流泛滥。尼加拉瓜有多座桥梁和建筑被毁，另有两名渔夫下落不明，该国有91座房屋受损，另外82座被毁，共计1259人无家可归。风暴在萨尔瓦多登陆，造成当地4人遇难。安德烈斯的残留还在古巴、佛罗里达州和巴哈马产生降水，迈阿密国际机场的降雨量达150毫米，创下单日雨量的新纪录，引发街道洪灾、事故和房屋损伤。